# Mantellina (roba)

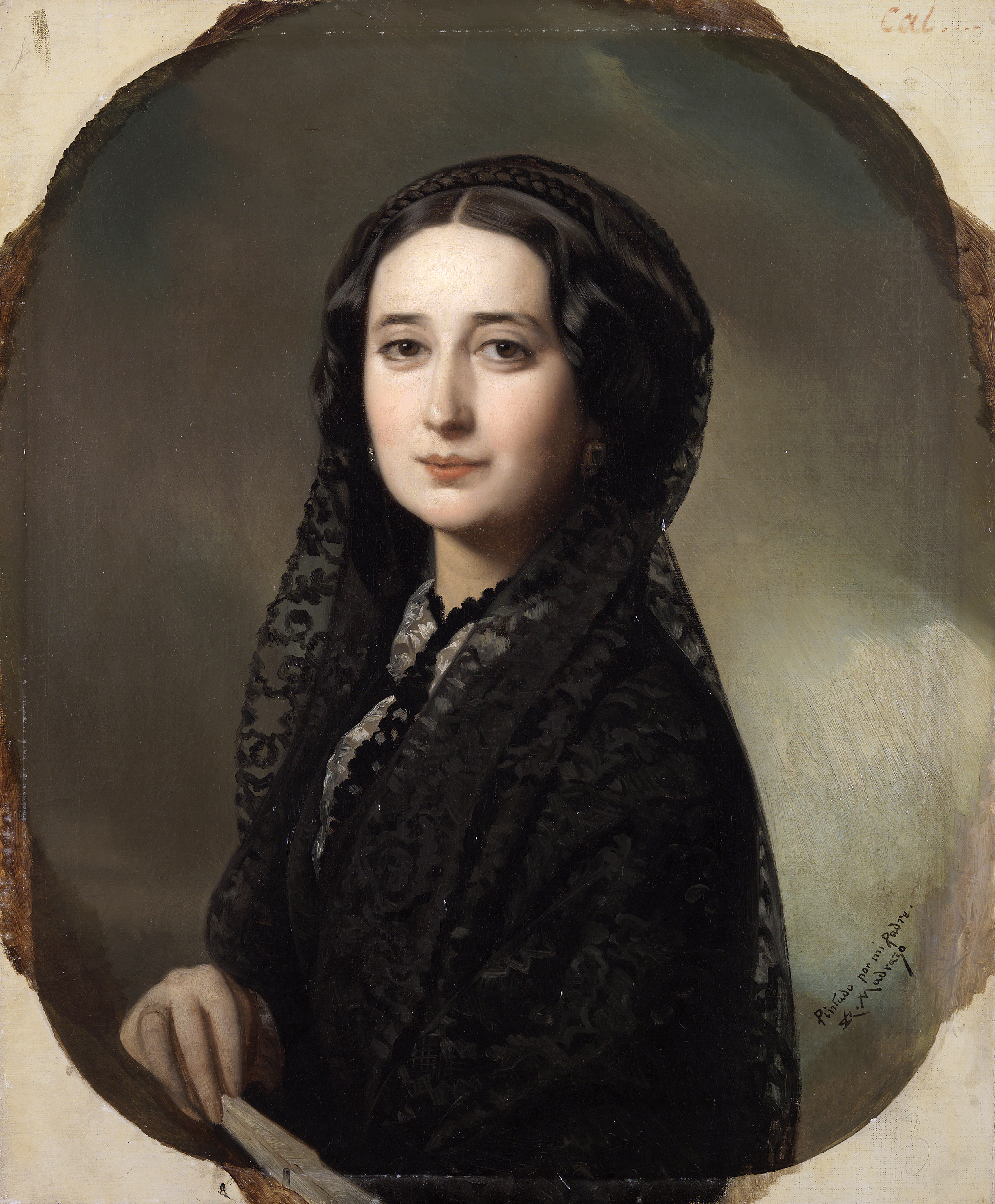
Retrat de Carolina Coronado amb mantellina

Una mantellina és una peça de roba fina de seda, tul, blonda o randa que porten les dones per a cobrir-se el cap i l'esquena i que sol ser de color negre o bé blanc o cru. La mantellina és un tipus de mantell, que en principi és una peça d'abrigar, més fi i delicat. Al seu torn, hi ha mantellines de diversos tipus i diverses maneres de portar-la. Durant molt de temps s'ha portat per a cobrir el cap en anar a missa i a les processons, ja que es considerava incorrecte que en aquests actes les dones no es tapessin els cabells. En alguns llocs era tradicional que les dones solteres la portessin blanca i les casades de color negre.

## Països Catalans

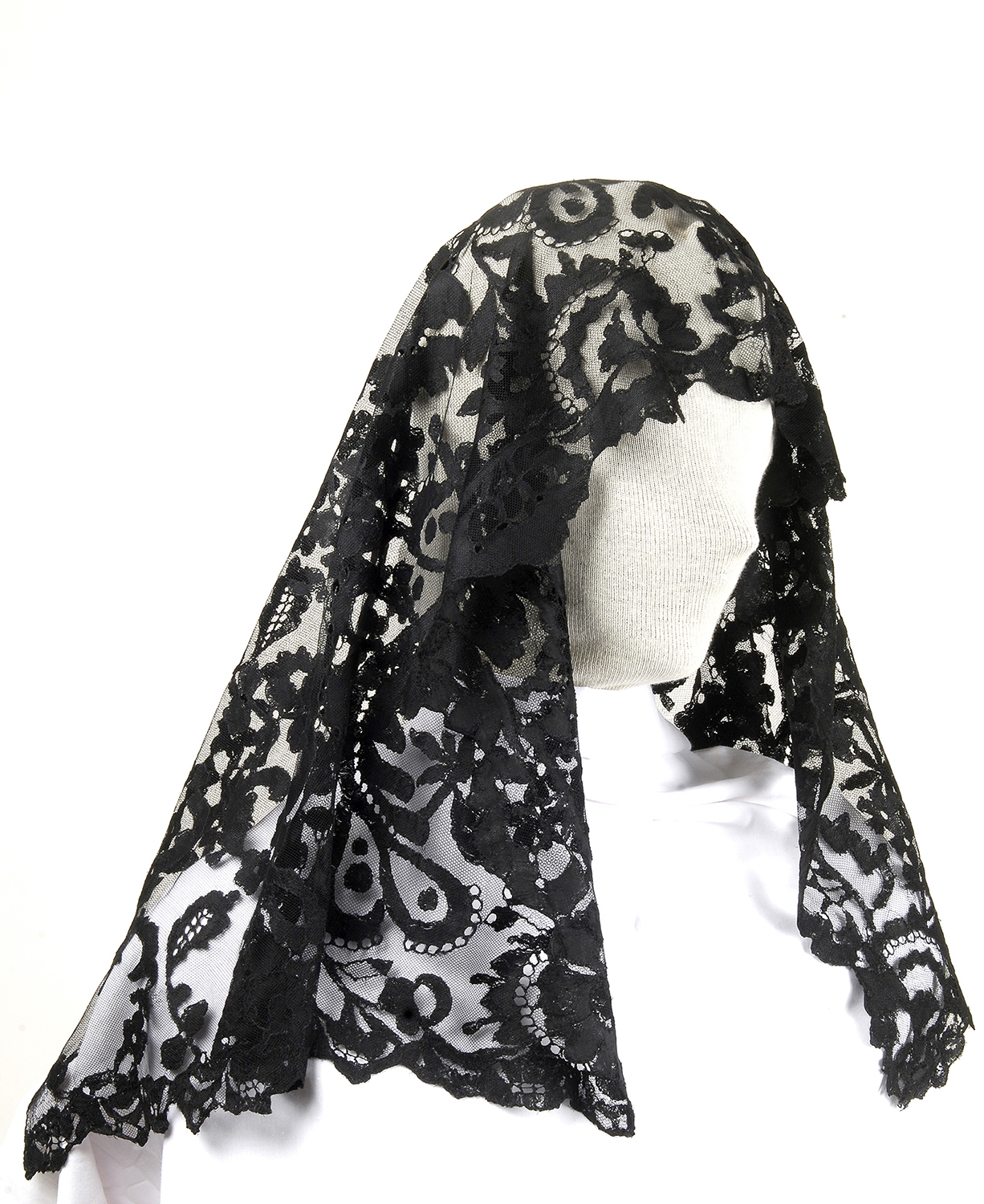

A Catalunya, la mantellina és una peça normalment triangular que cobreix únicament l'esquena i, en tot cas, les espatlles (un espatller), ja que el cap es cobreix tradicionalment amb una ret o una gandalla.
A Menorca hi ha la diversa, que és una mena de mantellina gran de randa, i l'abrigall.
Al País Valencià hi ha tradició de dur la mantellina sobre una pinta, potser per influència cultural de Castella.

## Espanya

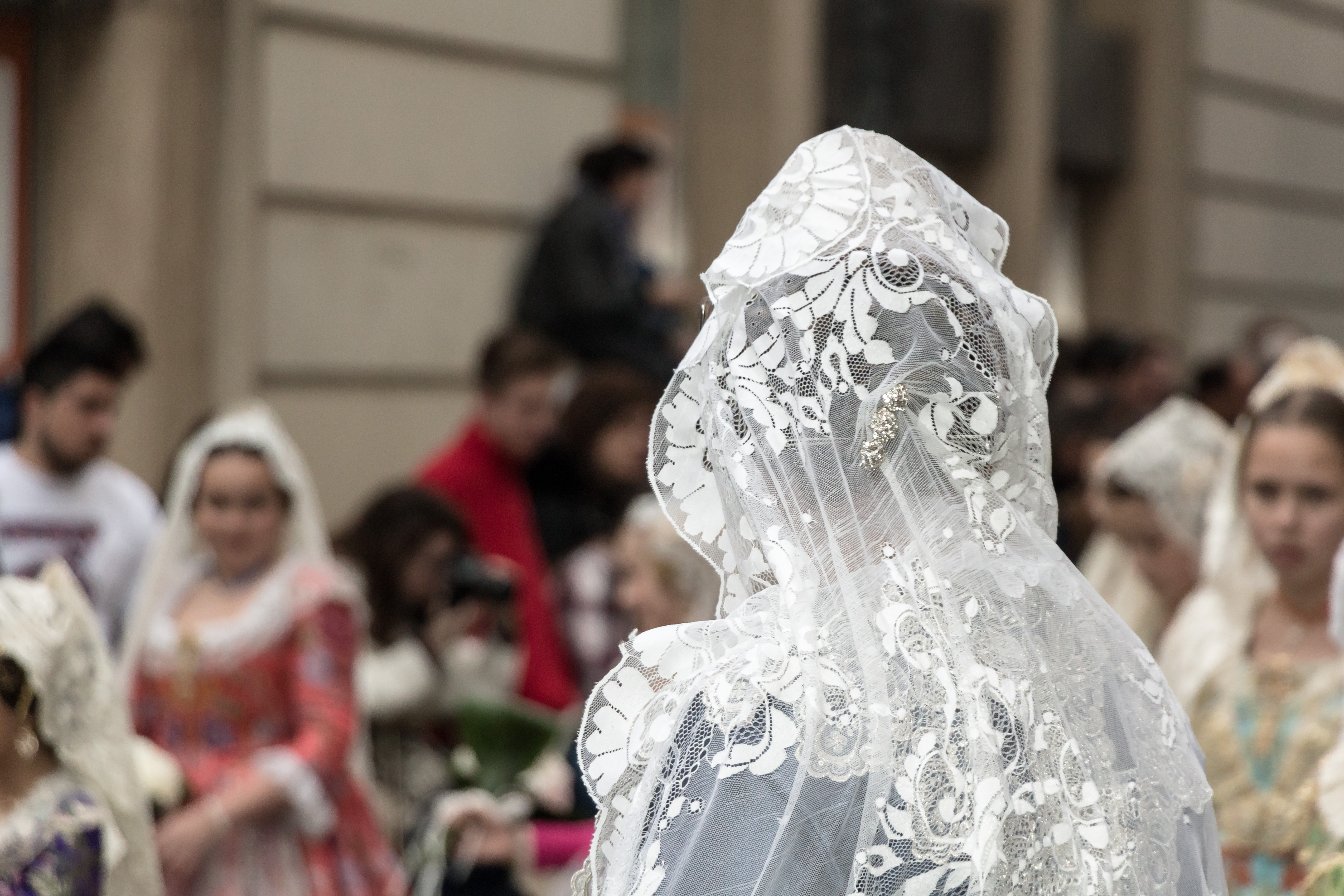
Detall de pentinat amb mantellina blanca a les falles de València

En alguns llocs del centre d'Espanya, i a Andalusia, la mantellina es porta tradicionalment sobre una pinta (en castellà, peineta) que fa que la mantellina quedi elevada i amb un aspecte molt diferent. Aquesta imatge amb la pinta alta, que ja pintava Goya, ha esdevingut estereotípica i folklòrica de la dona espanyola. En algunes zones d'Andalusia existeix la mantellina goiesca, que es pot portar amb pinta o no, i que té la particularitat d'estar formada per nombroses petites borles. A Andalusia i Madrid, la mantellina, molt sovint amb pinta i de vegades també amb flors, pot ser usat fora del vestit tradicional, de vegades, per algunes dones per a les processons de Setmana Santa, ofrenes de flors, casaments de gala, visites al Papa i esdeveniments similars. La reina d'Espanya, les infantes i la princesa també la porten a algunes gales i actes de representació.

## Antiguitat
Ja a l'època dels ibers les dones solien cobrir-se el cap amb peces lleugeres de roba o vels, i de fet la Dama d'Elx en duu una; i en general els abillaments al cap s'han portat en diverses altres èpoques a tot Europa.

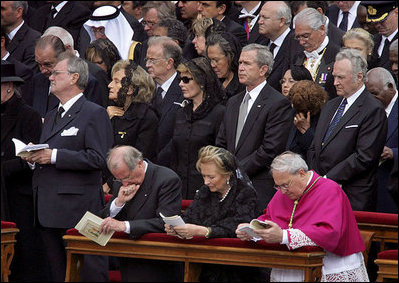
Dones de diferents països amb mantellina, al funeral del Papa Joan Pau II, l'any 2005

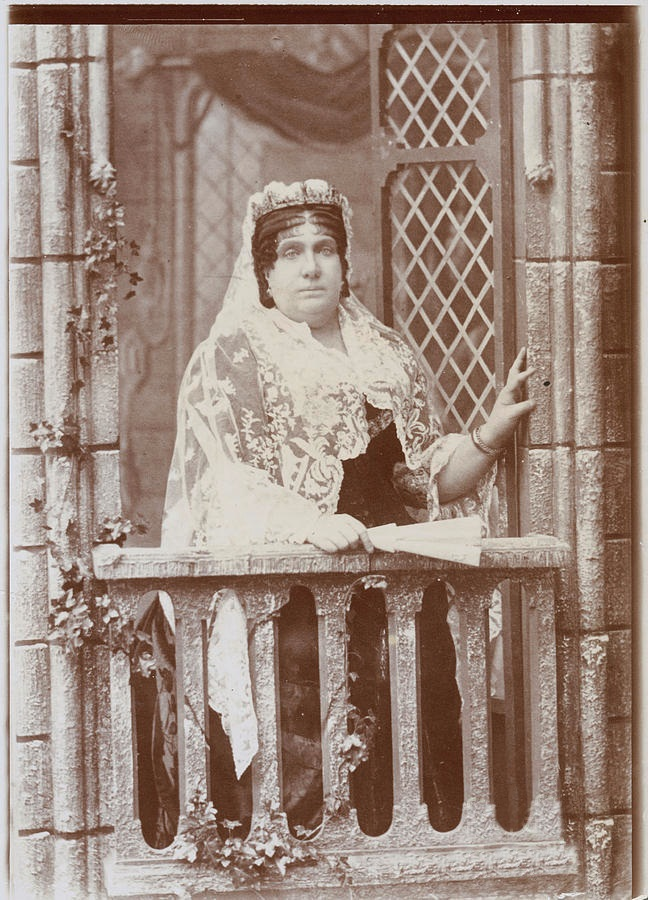
Reina Isabel II d'Espanya, amb corona i mantellina, vers l'any 1870

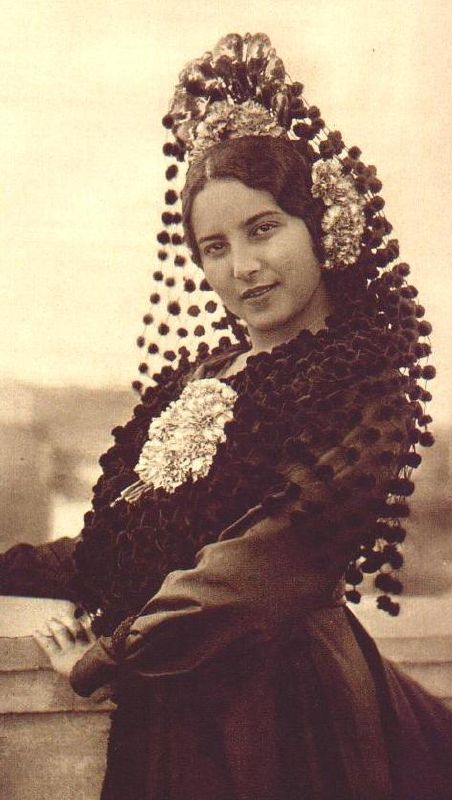
Gitana amb mantellina de borles, pinta alta i flors, any 1922

La Gioconda, cap al 1503- 1507. Porta una lleu mantellina, signe de castedat i atribut freqüent a les dones casades de la seva època.

## Països Catalans
Als Països Catalans, a la baixa edat mitjana, les lligadures eren molt populars. N'hi havia de molt variades, sent la gandalla una de les més apreciades, i, entre d'altres, també existia la mantellina. Aquesta seria un mantell fi, sembla que de la mateixa roba que la resta de la vestidura. Hi ha una referència d'una mantellina portada amb un caperó, cosa que fa dubtar si la mantellina cobria el cap o només l'esquena, o si hi havia ambdues versions. Podia servir com a peça d'abrigar, ja que estaven folrades de roba o de pell. Tot i que el folre era més econòmic que el dels mantells, les mantellines estaven brodades, i podien portar un fres al voltant. La mantellina surt mencionada al Tirant lo Blanc, al qual es descriu com una peça de roba que es posa "a través llançada", i, en el cas particular mencionat, es tracta d'una peça luxosa. La mantellina esdevingué molt corrent durant la primera meitat del segle xix. Passà després a ésser de blonda i de randes, cosa que contribuí a un gran desenvolupament de la seva producció, els centres més importants de la qual foren a Catalunya. Les zones del Baix Llobregat i el Maresme van ser, juntament amb Barcelona, els centres productors de mantellines fetes de punta al coixí des de finals del segle xvii i fins a mitjan segle xx. Raimon d'Abadal i Calderó, al seu dietari de la guerra civil espanyola, descriu que observa que hi ha una "rehabilitació" de la mantellina senzilla, especifica que sense pinta alta, "aplanada al cap", als funerals i a l'església, després d'una època d'anar amb el cap descobert, i esmenta la possibilitat que sigui un recurs més econòmic per a aquelles que no es poden comprar un barret. Durant la segona meitat del segle XX el seu ús ha decaigut i amb prou feines és portada.

## Espanya
La mantellina castellana, però, no va aparèixer fins al segle xvii, època a la qual sembla que entre les classes populars hi havia una versió "de diari", de pany o seda, i una altra de puntes com a versió de festa. Entrat el segle xviii sembla que el seu ús s'hauria generalitzat a dames d'alta posició social i econòmica, a jutjar pels seus retrats realitzats per Goya, però podria ser també que la posessin només per a posar al quadre, ja que a determinades èpoques la moda entre les classes riques espanyoles era imitació dels abillaments populars (vegeu, per exemple, el Retrat d'Isabel Porcel, de Goya). El principal centre de producció era Almagro (Castella-La Manxa) A la primera meitat del segle xix esdevengué molt corrent, i se sap que la reina Isabel II d'Espanya tenia predilecció per aquesta peça, com posteriorment l'han tinguda la dona del dictador Francisco Franco Bahamonde, Carmen Polo, i la reina Sofia.

## Cultura popular
La mantellina apareix a la cançó (porta mantellina de tovallola fina) d'un joc infantil popular, anomenat Ball de les Casseroles, al qual un nen es posa al mig i els altres l'encerclen en una rotllana agafats per les mans. La rotllana gira i canten una cançó, fins a un moment («mireu com salta») en què cadascú balla i salta al seu lloc, i aleshores el nen del mig aprofita per a intercanviar el lloc amb un altre.